# 마리야 야렘추크
마리야 나자리우나 야렘추크(우크라이나어: Марія Назарівна Яремчук; 1993년 3월 2일 ~ )는 우크라이나의 가수이다. 그녀는 덴마크 코펜하겐에서 열린 유로비전 송 콘테스트 2014에서 우크라이나 대표로 참가했으며 "Tick Tock"이라는 곡을 사용했다.
2023년에는 마리야 야렘추크가 초대 게스트로 리버풀에서 열린 유로비전 송 콘테스트에서 공연했다. 마리야 야렘추크는 OTOY 및 즐라타 즈윤카(Zlata Dzyunka)와 함께 여러 유명한 노래를 불렀다.

## 음반 목록

### 싱글
- "Tick-Tock" (2013)